# Cercosaura hypnoides
Cercosaura hypnoides là một loài thằn lằn trong họ Gymnophthalmidae. Loài này được Doan & Lamar mô tả khoa học đầu tiên năm 2012.